# Dionysius Passer
Dionysius Passer, décédé probablement en Estonie vers le milieu du  XVIIe siècle, est un architecte et sculpteur actif à Tallinn, en actuelle Estonie.

## Biographie
Il est le fils du sculpteur et architecte Arent Passer dont il est l'un des élèves et héritiers, avec Matthias Daus et Jacob Damm. La période de création de Dionysius à Tallinn est très courte: de 1639 à 1642. Les œuvres les plus intéressantes qui lui sont attribuées sont le relief avec les armoiries des Burchardt dans la pharmacie de l'Hôtel de Ville (1635), le relief du roi Gustave II Adolphe (1639) et le relief du Saint-Esprit (1641). La pierre tombale de Reinhold von Üexkull et de son épouse Sophia (1640), initialement dans la chapelle du château de Haapsalu et située de nos jours dans l'église de Hanila (et), est également attribuée à Dionysius. Au milieu de la pierre tombale est représenté en plein relief un homme et une femme. Plus tard, Dionysius Passer travaille à la construction du château d'Haapsalu et de celui de Malla (et) à Virumaa . Ces œuvres, ainsi que le diptyque Burchardt, achevé à la fin des années 1630, témoignent d'une transition stylique: ses figures dynamiques et la recherche de fidélité à la nature renvoient aux manifestations de l'art baroque.